# Hugo zu Erbach-Fürstenau
Wolfgang Ernst Hugo Graf zu Erbach-Fürstenau (* 15. September 1832 auf Schloss Fürstenau (Michelstadt); † 21. Februar 1894 ebenda) war ein deutscher Titulargraf, Offizier und hessischer Politiker. Er war Abgeordneter der Landstände des Großherzogtums Hessen.

## Familie
Er war der Sohn des Grafen Albrecht zu Erbach-Fürstenau (1787–1851) und dessen Ehefrau Luise Sophie Emilie Prinzessin zu Hohenlohe-Neuenstein-Ingelfingen (1788–1859), der Tochter des Friedrich Ludwig Fürst von Hohenlohe-Ingelfingen und der Amalie Gräfin von Hoym. Erbach-Fürstenau, der evangelischer Konfession war, heiratete am 8. August 1839 in Schönberg Marie Gräfin zu Erbach-Schönberg (1839–1927), die Tochter des Lud(e)wig Graf zu Schönberg und der Caroline Gräfin zu Gronsfeld-Diepenbroik.

## Leben
Erbach-Fürstenau schlug die Militärlaufbahn ein und diente im österreichischen Militärdienst, zuletzt als Major. 1882 bis 1887 war er als bevollmächtigter Vertreter für seinen Neffen Adalbert Graf zu Erbach-Fürstenau Mitglied der Ersten Kammer der Landstände des Großherzogtums Hessen. Am 12. April 1882 legte er den Abgeordneteneid ab. Er ist in Michelstadt begraben.